# 二本松市東和文化センター
二本松市東和文化センター（にほんまつしとうわぶんかセンター）は、福島県二本松市にある多目的ホール。

## 概要
1994年開館。館内は、508人収容の大ホールが設けられている。
二本松市東和支所に隣接しており、旧東和町の中核的な施設であった。二本松市の中心部から離れていることもあり、合併後も東和地区に根ざした行事に活用されることが多い。
館内には、東和公民館が併設されている。

## 沿革
- 1994年 東和町文化センターの名称で開館。
- 2005年12月1日 二本松市との合併に伴い、名称を二本松市東和文化センターに改称。

## アクセス
- 福島交通のバスで東和支所前下車、すぐ。
- JR東北本線安達駅から約14㎞。
- 駐車場が200台分確保されており、車での来場も可能。